# Polo Grounds
Polo Grounds era il nome dato a quattro stadi costruiti in successione, l'ultimo dei quali fu demolito nel 1964, che si trovavano in Upper Manhattan, New York, e che furono utilizzati per incontri di baseball dai New York Metropolitans a partire dal 1880 fino al 1885, dai New York Giants dal 1883 al 1957, dai New York Yankees dal 1912 al 1922, e dai New York Mets nelle loro prime due stagioni del 1962 e 1963. Ospitò anche la Major League Baseball All-Star Game nel 1934 e nel 1942.
Lo stadio venne utilizzato anche per incontri di football americano.
Vi si svolsero inoltre innumerevoli campionati mondiali di pugilato, tra cui il più noto è quello del 1923 tra Jack Dempsey e Luis Ángel Firpo.
Vi combatterono anche, tra gli altri, Gene Tunney, Joe Louis, Henry Armstrong, Rocky Marciano, Sugar Ray Robinson, Floyd Patterson ed innumerevoli altri campioni a partire dagli anni dieci alla fine degli anni cinquanta, facendone, insieme al Madison Square Garden, uno dei luoghi deputati della storia del pugilato moderno.
Come il nome suggerisce, il Polo Grounds originario fu costruito nel 1876 per lo sport del polo. Dei quattro stadi che ne portarono il nome attraverso gli anni, la struttura originale fu l'unica effettivamente utilizzata per il polo. Il campo era inizialmente citato dai quotidiani semplicemente come "the polo grounds" (i campi da polo) e con il tempo questa indicazione generica ne divenne il nome proprio. Delimitato a sud e a nord dalla 110ª e dalla 112ª Strada, e ad est e ad ovest dalla Fifth e dalla Sixth Avenues, fu trasformato in uno stadio da baseball quando fu affittato dai New York Metropolitans nel 1880. Lo stadio venne utilizzato allo stesso tempo dai Giants e dai Metropolitans dal 1883 fino al 1885, e il nome rimase a ciascuno degli stadi successivi dei Giants.
Il quarto ed ultimo Polo Grounds, che ospitò i Giants finché si trasferirono a San Francisco dopo la stagione del 1957, e che ospitò temporaneamente gli Yankees (1913-1922) e i Mets (1962-1963), fu il più famoso, ed è quello a cui ci si riferisce nella maggior parte dei casi quando si parla del Polo Grounds. Il nome Polo Grounds, a dire la verità, non fu mai esposto in alcun modo sullo stadio, finché non lo fecero i Mets, con una grande insegna, nel 1962.
La versione finale della struttura si distingueva per la sua forma a vasca da bagno, ed aveva una distanza relativamente breve tra le due pareti laterali, mentre il campo era insolitamente profondo.
Il campo di sinistra aveva anche un piano superiore, che si estendeva fuori sul campo (dopo la sua estensione del 1923), riducendo la distanza da 279 piedi (85 m) a circa 250 piedi (76 m). Questo significava che, durante una partita di baseball, era tecnicamente piuttosto difficile battere una home run nel piano inferiore delle tribune del campo sinistro, a meno che non fosse un colpo da maestro come il famoso home run di Bobby Thomson del 1951 - quello che negli Stati Uniti è noto come "the Shot Heard 'Round the World" e che gli statunitensi considerano uno dei più famosi episodi della storia della Major League, se non addirittura uno dei più grandi episodi della storia dello sport.
Nessun giocatore di baseball batté mai una fly ball che raggiunse i 483 piedi (147 m) di distanza a cui stava il muro del campo centrale, che stava di fronte alla parte degli spogliatoi che sporgeva sul campo. Dato che sporgeva, non era propriamente chiaro quando la reale "home run line" sarebbe stata perfettamente al centro.

## I quattro Polo Grounds

### Il Polo Grounds I
Il primo Polo Grounds si trovava originariamente sulla 110th Street, tra la Fifth Avenue and Sixth Avenue (oggi Lenox Avenue), in prossimità dell'angolo di nord-est di Central Park.
Si trattava, come si è detto, di un campo da polo, e i New York Metropolitans furono il primo team di baseball professionistico ad utilizzarlo, partendo dal settembre del 1880.

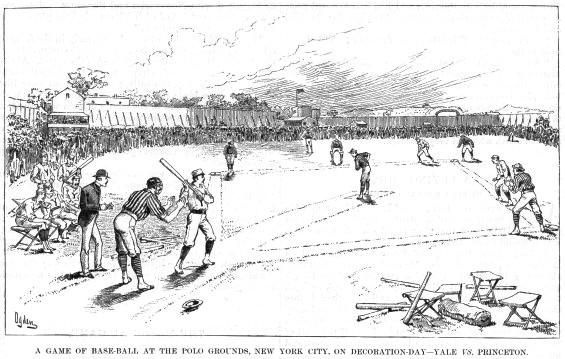
La prima immagine conosciuta del Polo Grounds I, del 1882.

Il campo non veniva utilizzato solo per le partite tra professionisti, ma spesso anche da squadre di baseball e football di college, provenienti anche da fuori New York. La prima immagine nota del Polo Grounds, tra quelle giunte ai nostri giorni, è un'incisione che descrive una partita tra le squadre delle università di Yale e di Princeton e che fu pubblicata su una rivista del 1882. Yale e Harvard giocarono al Polo Grounds anche la loro partita del Thanksgiving Day il 29 novembre 1883 e il 24 novembre 1887.

### Il Polo Grounds II
Il primo Polo Grounds scomparve nel 1889, quando New York, nel trasformare in realtà il reticolo teorico delle strade che erano esistite per anni nelle piantine della città, prolungò la 111ma Strada attraverso il terreno del preesistente parco.
L'espansione edilizia costrinse i Giants, che erano succeduti ai New York Metropolitans, a cercarsi velocemente una nuova sistemazione, che trovarono a Jersey City, nonostante fosse stata attivata perfino una petizione popolare - avevano appena vinto il campionato - perché il previsto sviluppo urbanistico facesse un'eccezione per l'area del vecchio stadio.
Il trasferimento a Jersey City durò finché i Giants non riuscirono ad affittare un altro sito nella Ninth Avenue Elevated.

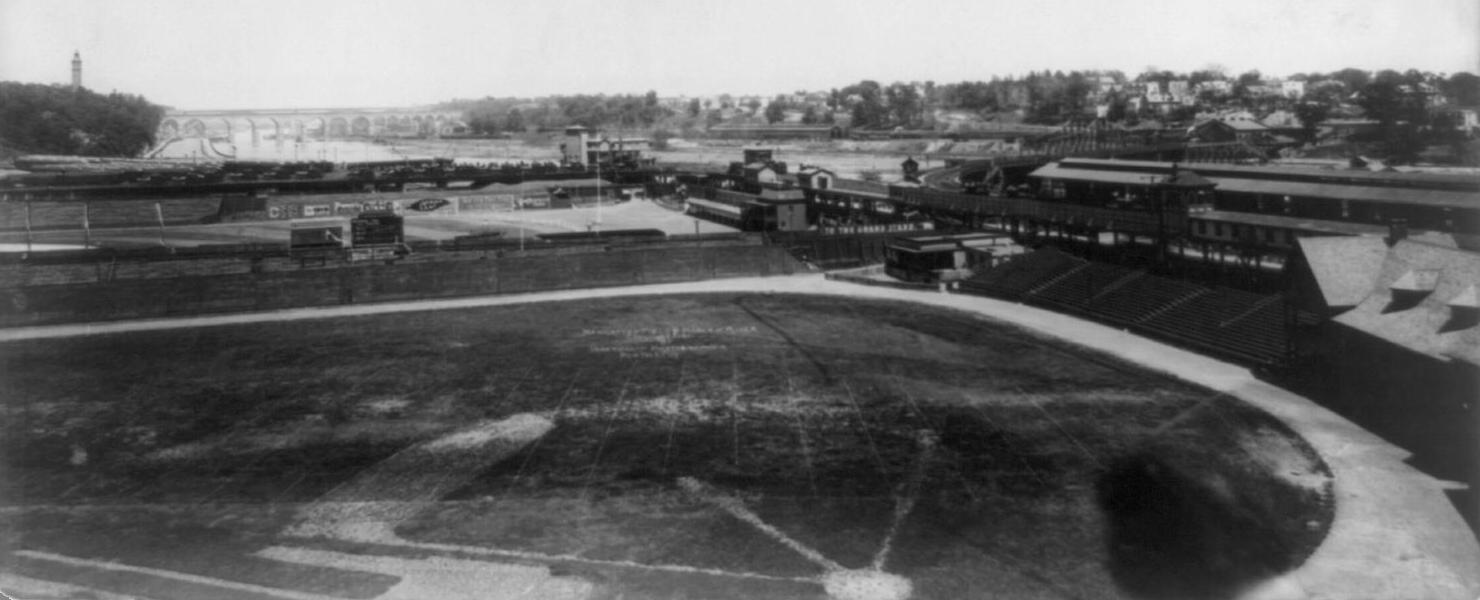
Il campo di Manhattan nel 1901 ca., con l'outfield (la parte più lontana dai battitori) del Polo Grounds sullo sfondo e, ancora più lontano, l'High Bridge che attraversa il fiume Harlem. Le campate centrali del ponte vennero sostituite da un'unica campata negli anni '20. La torre sulla sinistra è la Highbridge Water Tower.

A dispetto dei vagabondaggi, i Giants vinsero il campionato e le World Series per il secondo anno consecutivo.

### Il Polo Grounds III
Il terzo e il quarto Polo Grounds si trovavano nello stesso luogo. La struttura del 1890, il Polo Grounds III, aveva inizialmente un outfield, il fondo del campo, che era interrotto a un certo punto da una recinzione di funi, al di là della quale era permesso parcheggiare alle carrozze (e alle prime automobili). Le gradinate vennero aggiunte poco alla volta.
Già nel 1910 le tribune circondavano l'outfield (il fondo del campo) e la recinzione a funi era sparita. Le tribune erano sezionate da un paio di spazi, fatto che si sarebbe dimostrato importante nel 1911.

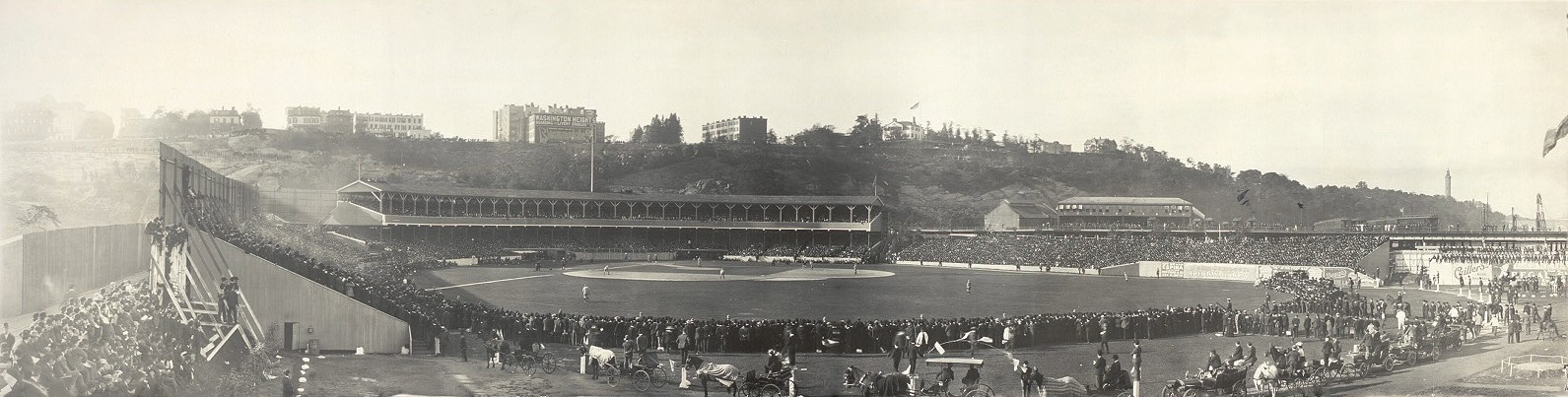
Il Polo Grounds intorno al 1905.

### Il Polo Grounds IV
Il 14 aprile del 1911, un venerdì, un incendio di cui non furono identificate le cause, distrusse la parte a ferro di cavallo delle tribune del Polo Grounds III, bruciando il legno e lasciando al loro posto solo le strutture verticali di acciaio. Gli spazi tra alcune sezioni delle tribune permisero al resto dello stadio e alla parte degli spogliatoi di salvarsi.
Il proprietario dei Giants, John T. Brush, decise di affittare lo stadio di Hilltop Park dagli Yankees, mentre faceva ricostruire il Polo Grounds con strutture di cemento armato e acciaio.
La ricostruzione fu sufficientemente veloce da permettere al Polo Grounds di riaprire il 28 giugno del 1911, la data che ora viene assegnata all'inaugurazione dello stadio che ora viene retronominato "Polo Grounds IV". La struttura era la sesta degli Stati Uniti ad essere costruita in calcestruzzo e acciaio (e la seconda della National League, dopo il Forbes Field). Le nuove zone dei posti a sedere vennero ricostruite nel corso della stagione. Le tribune risparmiate dall'incendio vennero mantenute come erano, lasciando degli spazi con quelle di nuova costruzione e a prova di incendio.
I Giants rinacquero dalle ceneri insieme al loro stadio, vincendo il gagliardetto della National League del 1911 (seguito dalle vittorie del 1912 e 1913). Come evidenziano i programmi dell'epoca delle World Series, i Giants tentarono di ribattezzare la nuova struttura come Brush Stadium in onore del loro proprietario John T. Brush, ma il nome non ebbe successo e morì con la persona che lo portava.

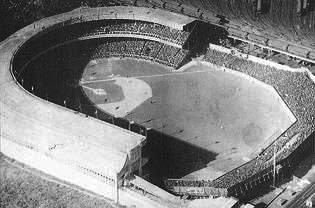
Il Polo Grounds nel 1922. Si nota come le gradinate laterali, le loro coperture e la facciata dello stadio fossero in corso di completamento.

Quello che restava delle vecchie tribune venne demolito nel 1923, quando la struttura a due piani venne costruita tutto intorno al campo e vennero costruiti i nuovi spogliatoi e la nuova facciata.
Gli New York Yankees subaffittarono il Polo Grounds dai Giants nel periodo dal 1913 al 1922, dopo che il loro contratto di affitto dell'Hilltop Park era scaduto.
Dopo la stagione del 1922, gli Yankees costruirono lo Yankee Stadium giusto al di là dell'Harlem River, a poca distanza dal Polo Grounds, fatto che spronò i Giants ad ampliare il loro stadio per competere con gli Yankees. Con quell'ampliamento il Polo Grounds divenne più adatto al football di quanto non lo fosse stato prima.
La prima partita notturna dei Giants al Polo Grounds IV fu giocata il 24 maggio del 1940.

## Gli ultimi anni
Il declino dello stadio fu parzialmente dovuto alla carenza di manutenzione verificatasi a partire dagli anni quaranta: i Giants erano i proprietari dello stadio, ma non del terreno su cui era stato costruito. Inoltre, con l'arrivo degli anni cinquanta, le zone limitrofe al Polo Grounds erano diventate malfamate. Entrambi i fatti si riflettevano negativamente sulle vendite dei biglietti, nonostante i Giants giocassero a meraviglia. Nel 1954, ad esempio, i Giants attirarono solo 1,1 milioni di spettatori, contro i due milioni dei Milwaukee Braves, e questo a dispetto dell'aver vinto le World Series.
Frustrati dalla decadenza dello stadio e dall'incapacità di reperire una nuova sede adatta a loro a New York, i Giants annunciarono nel 1957 il loro trasferimento a San Francisco, dopo tre quarti di secolo trascorsi al Polo Grounds.
Dopo aver vinto 5 World Series nel leggendario stadio newyorkese, a San Francisco i Giants dovettero aspettare 53 anni per vincerne una.

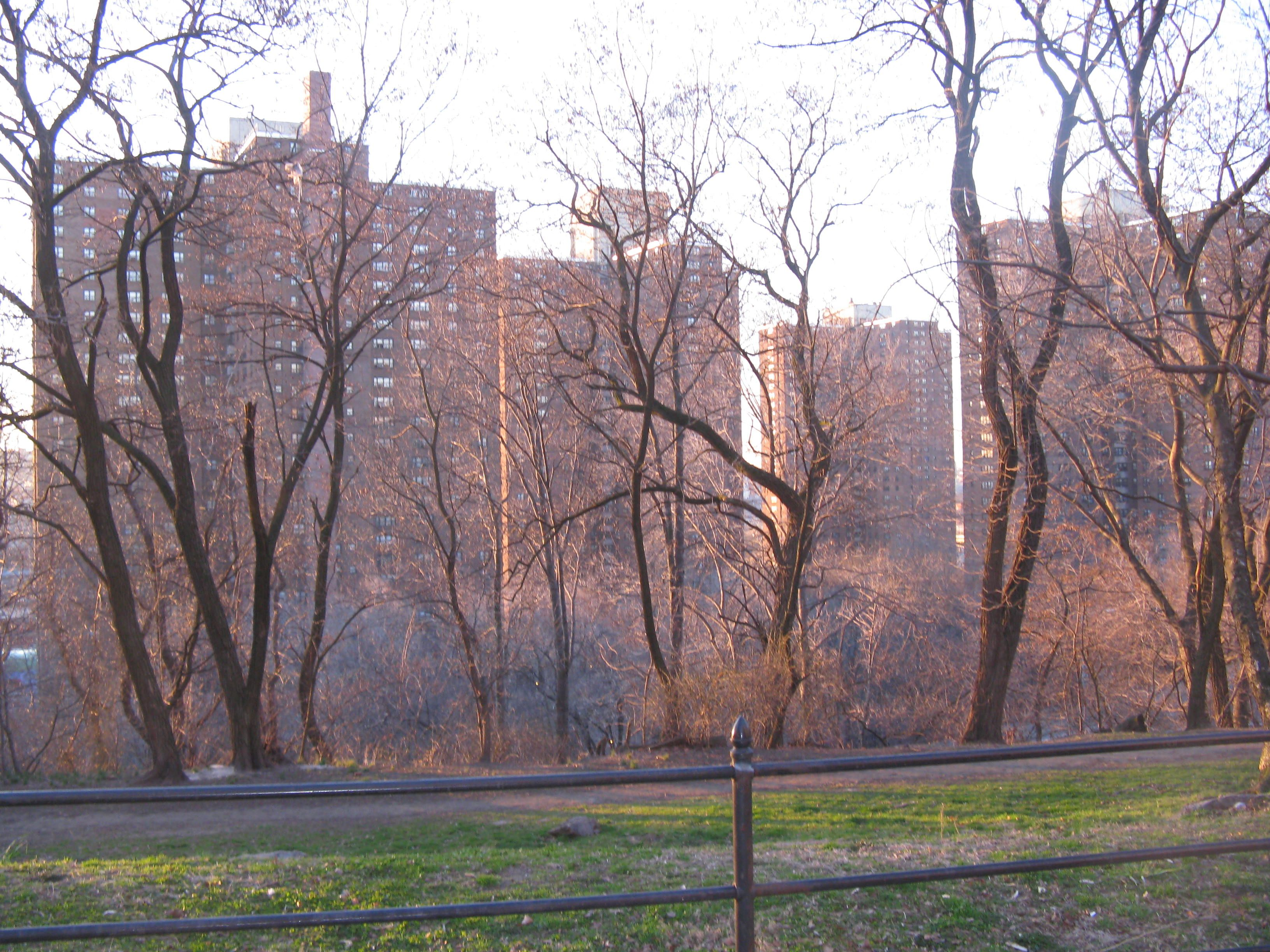
Le Polo Grounds Towers, complesso residenziale costruito al posto dello stadio.

La demolizione del Polo Grounds iniziò nell'aprile del 1964, utilizzando la stessa wrecking ball, la pesante sfera metallica da demolizione, che era stata usata quattro anni prima sul bellissimo Ebbets Field di Brooklyn. La wrecking ball era stata dipinta in modo da assomigliare ad una gigantesca palla da baseball.
La squadra di demolizione vestiva la maglia dei Giants e gli uomini, prima di iniziare, resero omaggio al Polo Grounds toccandosi la visiera degli elmetti, mentre ne guardavano la facciata.
Fu necessario il lavoro di 60 operai per oltre un mese, per spianare la struttura.
Il complesso residenziale pubblico delle Polo Grounds Towers, costruite sul terreno dello storico stadio, fu inaugurato nel 1968.

## Letteratura
Il colpo di Thomson e lo stadio sono i protagonisti del prologo del romanzo Underworld di Don DeLillo.